# Sanzioni economiche
Le sanzioni economiche sono un insieme di misure di restrizione o di blocco dei rapporti economici e commerciali da parte di più paesi verso un altro ritenuto colpevole di violazione del diritto internazionale.

## Descrizione
Nell'ambito delle relazioni internazionali queste misure di embargo sono uno strumento di pressione che, al verificarsi di determinate condizioni, alcuni Paesi possono esercitare su altri. Le sanzioni economiche sono un tipo di azione considerato "soft", in quanto è un insieme di atti meno aggressivi, meno rischiosi e più economici di un intervento armato. La popolarità delle sanzioni come strumento di politica estera deriva dal fatto che i costi sociali di una guerra sono spesso ritenuti inaccettabili, soprattutto nei paesi occidentali. Il ricorso alle misure restrittive è imposto dagli Stati sia in modo autonomo, sia in attuazione di risoluzioni vincolanti del Consiglio di sicurezza delle Nazioni Unite.
Contrariamente a quanto accade in caso di uso della forza, queste sanzioni non provocano risentimenti nelle popolazioni degli Stati che le applicano. Tutte queste cose ne fanno uno strumento di facile e rapida applicazione.

## Storia

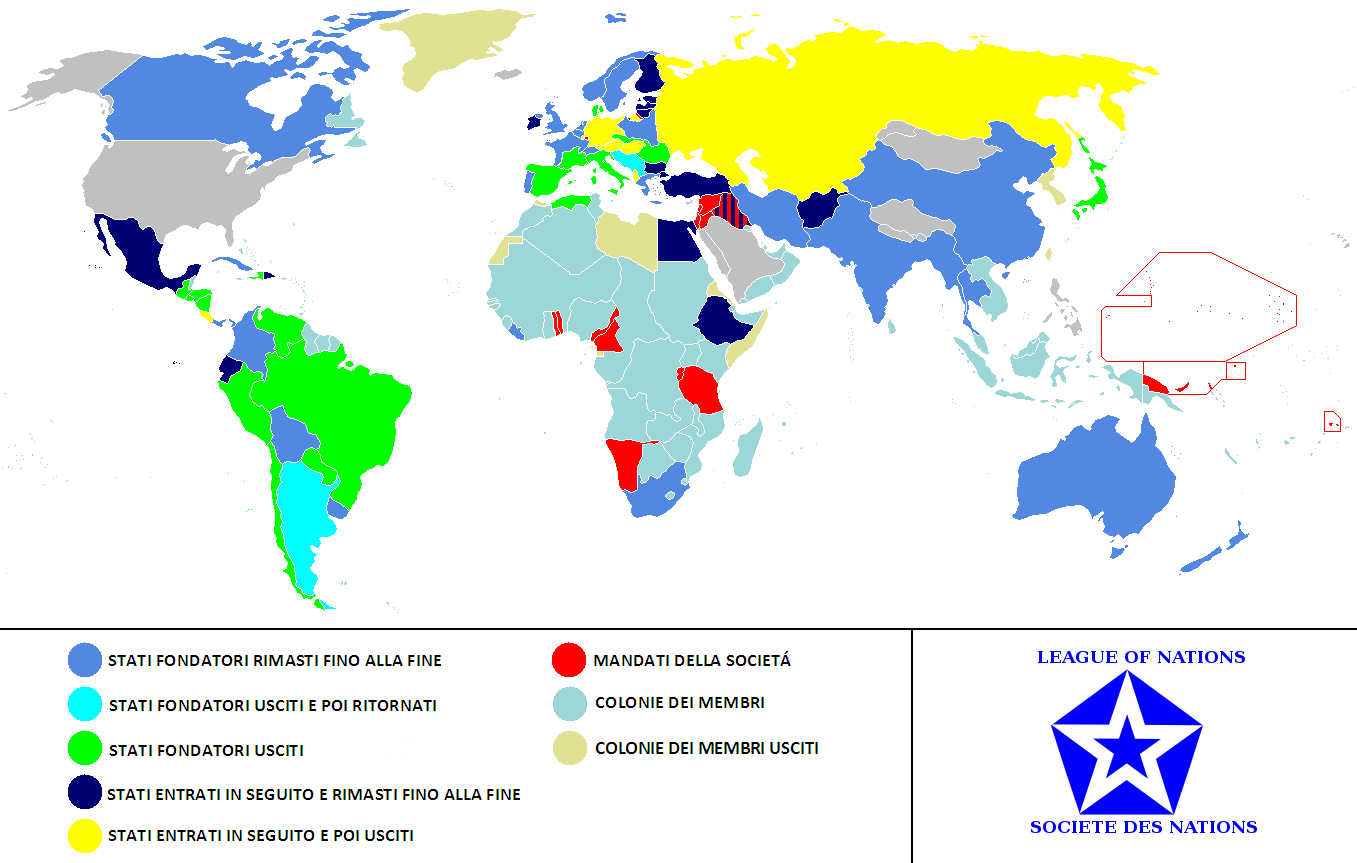
Mappa dei membri della Società delle Nazioni

Con l'entrata in vigore del Trattato di Versailles il 10 gennaio 1920 veniva fondata la Società delle Nazioni. Questa organizzazione, inizialmente composta da 35 Stati, fu il primo ente internazionale con scopi politici, con la chiara finalità del mantenimento della pace. Insieme all'impegno dei membri del mantenimento dell'integrità territoriale degli Stati ed all'impegno a non ricorrere alle armi in caso di controversie, il trattato prevedeva all'articolo 16 l'applicazione di sanzioni economiche.
L'Art. 16 recita:
- 16.1: Se un Membro della Società ricorre alla guerra contrariamente agli impegni presi cogli articoli 12, 13 o 15, è ipso facto considerato come avente commesso un atto di guerra contro tutti gli altri Membri della Società. Questi si impegnano a rompere immediatamente tutte le relazioni commerciali o finanziarie, a proibire ogni rapporto fra i loro nazionali e quelli dello Stato in rottura di patto e a far cessare ogni comunicazione finanziaria, commerciale o personale fra i nazionali di questo Stato e quelli di ogni altro Stato, Membro o non della Società.
- 2. Sarà in tal caso dovere del Consiglio di raccomandare ai vari Governi interessati quali forze militari, navali o aeree dovranno essere fornite da ciascuno dei membri della Società, come contributo alle Forze Armate destinate a proteggere i patti sociali.
- 3. I membri della Società convengono inoltre di prestarsi mutua assistenza nei provvedimenti finanziari e economici presi a norma del presente articolo, per attenuare le perdite e gli inconvenienti che ne risultassero, di prestarsi del pari mutua assistenza per resistere contro i provvedimenti speciali diretti contro uno di essi dallo Stato contravventore e di prendere i necessari provvedimenti per facilitare il transito attraverso il proprio territorio alle forze di qualunque dei membri della Società cooperanti alla protezione dei patti sociali.
- 4. Ogni membro della Società che abbia violato i patti sociali potrà esserne escluso per voto del Consiglio, al quale partecipino tutti gli altri membri della Società in esso rappresentati.

### Sanzioni del 1935 contro l'Italia
La prima volta che vennero imposte delle sanzioni economiche fu nel 1935  nei confronti del Regno d'Italia. la Società delle Nazioni decretò le sanzioni in seguito all'attacco italiano contro l'Etiopia.

### Sanzioni contro l'Iran
Nel 2018 gli Stati Uniti hanno stracciato l'accordo sul nucleare iraniano siglato nel 2015 e hanno reimposto le sanzioni contro l'Iran, accusato di sostenere il governo di Assad e gli Hezbollah. Le sanzioni degli Stati Uniti contro l'Iran, sono un insieme di provvedimenti economici, commerciali, scientifici e militari.
Il 17 maggio 2018 la Commissione europea ha annunciato la sua intenzione di applicare lo statuto di blocco del 1996 per dichiarare nulle, in Europa, le sanzioni statunitensi contro l'Iran e vietare ai cittadini e alle società europee di rispettarle. La Commissione ha inoltre incaricato la Banca europea degli investimenti di facilitare gli investimenti delle società europee in Iran, ma con scarsissimo successo a causa della sanzioni statunitensi extraterritoriali contro l'Iran.

### Sanzioni contro la Siria
Il governo siriano viene designato come promotore del terrorismo contro lo stato di Israele, perché ha continuato a fornire sostegno politico a gruppi terroristici palestinesi, sostegno politico e materiali a Hezbollah, al Movimento Islamico di Resistenza Hamas, Jihad islamica palestinese (PIJ), il Fronte Popolare per la Liberazione della Palestina (PLFP) e il Fronte Popolare per la Liberazione della Palestina - Comando Generale (PFLP-GC), hanno tutti le proprie sedi a Damasco e sono in guerra contro lo stato di Israele. Le sanzioni contro il governo di Assad consistono in un blocco economico dei beni di società che sostengono il governo siriano..

### Sanzioni contro il Sudan
Secondo il coordinatore dell'antiterrorismo del Dipartimento di Stato americano, nel 2007, il Sudan ospita elementi terroristici di al Qa'ida, militanti della Jihad islamica palestinese (PIJ), di HAMAS, e l'Esercito di resistenza del Signore (Lord's Resistance Army) (LRA).

### Sanzioni contro la Corea del Nord
Numerosi paesi e organismi internazionali hanno imposto sanzioni internazionali contro la Corea del Nord. Attualmente, molte sanzioni riguardano il programma di armi nucleari del paese, e sono state imposte principalmente dopo il suo primo test nucleare nel 2006. La Corea del Nord è uno dei paesi più sanzionati al mondo insieme a Iran, Siria e Russia, infatti ha ricevuto molte sanzioni da vari paesi e organizzazioni come: Stati Uniti, Unione Europea, Nazioni Unite, Canada, Australia, Svizzera, Norvegia, India, Israele, Russia, Cina, Corea del Sud, Giappone. Le sanzioni contro il governo nordcoreano ricadono principalmente sulle importazioni petrolifere.

### Sanzioni contro Cuba
Secondo il coordinatore dell'antiterrorismo del Dipartimento di Stato americano, nel 2008, il governo di Cuba ha fornito un rifugio sicuro ai membri dell'Unione separatista basca (ETA), delle Forze Armate Rivoluzionarie della Colombia (FARC) e dell'Esercito di Liberazione Nazionale della Colombia (ELN).[1] Il governo cubano permette a più di 70 latitanti statunitensi di vivere legalmente a Cuba e ha rifiutato quasi tutte le richieste degli Stati Uniti per la loro estradizione.

### Sanzioni contro la Russia
Crisi della Crimea del 2014. Il 6 marzo 2014 il parlamento di Crimea ha votato all'unanimità la richiesta di adesione alla Federazione Russa, decisione sulla quale i cittadini della repubblica autonoma, in maggioranza russofoni, sono stati chiamati ad esprimersi in occasione del referendum indetto il 16 marzo 2014.
Esito di tale referendum è stata la decisione, da parte della popolazione di Crimea, di aderire alla Federazione Russa, decisione non riconosciuta da Stati Uniti e Unione europea, che considerano la votazione "illegale".
Perciò il governo degli Stati Uniti ha sanzionato la Russia cercando di bloccarne l'economia.
Successivamente all'invasione russa in Ucraina, la Russia è diventato il paese maggiormente sanzionato al mondo

### Sanzioni contro il Venezuela
Le agenzie di rating americane, hanno classificato in modo negativo l'economia venezuelana, circa il suo debito pubblico con relative difficoltà per l’emissione e il piazzamento dei titoli di Caracas. Le banche americane hanno rifiutato i finanziamenti in dollari al Paese, escludendolo dal mercato e venendo perciò a mancare le importazioni di cibo, medicinali, pezzi di ricambio e altri generi di prima necessità. Per difendere le proprie materie prime, il governo si è svincolato dal dollaro creando il petro, una criptovaluta  legata ai giacimenti di petrolio, diamanti, gas e oro, di cui il Venezuela è ricco.

## La politica dell'Unione Europea

Bandiera dell'Unione europea

L'Unione europea applica misure restrittive al fine di perseguire i seguenti obiettivi
di politica estera e di sicurezza comune (PESC) stabiliti all'articolo 11 del trattato sull'Unione europea:
- difesa dei valori comuni, degli interessi fondamentali, dell'indipendenza e dell'integrità dell'Unione conformemente ai principi della Carta delle Nazioni Unite;
- rafforzamento della sicurezza dell'Unione in tutte le sue forme;
- mantenimento della pace e rafforzamento della sicurezza internazionale, conformemente ai principi della Carta delle Nazioni Unite,  nonché ai principi dell'atto finale di Helsinki e agli obiettivi della Carta di Parigi, compresi quelli relativi alle frontiere esterne;

- promozione della cooperazione internazionale;
- sviluppo e consolidamento della democrazia e dello Stato di diritto, nonché rispetto dei diritti dell'uomo e delle libertà fondamentali.

Un quadro generale della politica dell'UE è contenuta nei principi di base sul ricorso a misure restrittive (documento 10198/1/04 del Consiglio europeo).
Nell'ambito della politica estera e di sicurezza comune, i 27 Stati membri dell'UE applicano sanzioni imposte dal Consiglio di sicurezza delle Nazioni Unite ai sensi del Capitolo VII della Carta delle Nazioni Unite. La Carta dell'ONU conferisce al Consiglio di sicurezza il potere di decidere, in maniera vincolante per tutti gli Stati membri delle Nazioni Unite, misure restrittive al fine di mantenere o ripristinare la pace e la sicurezza internazionali, qualora si profilasse una minaccia per la pace, una violazione della pace o un atto di aggressione.
Nel dare attuazione alle risoluzioni del Consiglio di sicurezza delle Nazioni Unite, l'UE si attiene ai termini di tali risoluzioni, ma può anche decidere di applicare ulteriori misure restrittive. L'UE attua le misure restrittive decise dalle Nazioni Unite il più rapidamente possibile.

## Tipo di sanzioni
Esistono numerosi tipi di sanzioni economiche. Queste possono comprendere embarghi sulle armi e sul petrolio o altre restrizioni commerciali come divieti di importazione e di esportazione. Le restrizioni finanziarie con il blocco ed il sequestro di conti bancari, partecipazioni aziendali e fondi di investimenti esteri si dimostrano particolarmente efficaci nel colpire dittatori e i patrimoni delle oligarchie degli Stati canaglia. Per rendere più efficace tutto ciò, si aggiunge un tipo di sanzione di carattere diplomatico come restrizioni all'ammissione con divieti di visto o di viaggio o altre misure che appaiano opportune a seconda dei casi, fino all'interruzione delle relazioni diplomatiche e all'espulsione dell'ambasciatore.

## Critiche
Data la complessità dell'argomento il dibattito sull'efficacia delle sanzioni economiche è quanto mai attuale. Per ottenere dei risultati sono necessari tempi lunghi ed i risultati sono incerti e non sempre tangibili. Inoltre un punto molto controverso è che le prime vittime delle sanzioni sono le popolazioni civili ed in particolare le classi sociali più deboli, mentre le élite al potere difficilmente vengono colpite. In più esiste una corrente di pensiero secondo cui un embargo sulle armi ottiene l'indesiderato effetto di prolungare indefinitamente i conflitti.